# Војници (Бабушница)
Војници су насеље у Србији у општини Бабушница у Пиротском округу. Према попису из 2022.  био је 61 становник.
Насеље ае налази недалеко (1,4 км) од пута Пирот —Бабушница. Удаљеност од Пирота износи 16,6 км а од Бабушнице 10,5 км.

## Демографија
У насељу Војници живи 90 пунолетних становника, а просечна старост становништва износи 50,6 година (51,9 код мушкараца и 49,3 код жена). У насељу има 42 домаћинства, а просечан број чланова по домаћинству је 2,48.
Ово насеље је великим делом насељено Србима (према попису из 2002. године), а у свим послератним пописима је изражен пад у броју становника.
|  |

| Демографија | Демографија | Демографија |
| Година      | Становника  | Становника  |
| ----------- | ----------- | ----------- |
| 1948.       | 464         |             |
| 1953.       | 441         |             |
| 1961.       | 380         |             |
| 1971.       | 287         |             |
| 1981.       | 237         |             |
| 1991.       | 139         | 139         |
| 2002.       | 104         | 104         |
| 2011.       | 96          |             |
| 2022.       | 61          |             |

| Етнички састав према попису из 2002.‍ | Етнички састав према попису из 2002.‍ | Етнички састав према попису из 2002.‍ | Етнички састав према попису из 2002.‍ | Етнички састав према попису из 2002.‍ |
| ------------------------------------ | ------------------------------------ | ------------------------------------ | ------------------------------------ | ------------------------------------ |
|                                      |                                      |                                      |                                      |                                      |
| Срби                                 | Срби                                 |                                      | 103                                  | 99,03%                               |
| Румуни                               | Румуни                               |                                      | 1                                    | 0,96%                                |

| Година пописа     | 1948. | 1953. | 1961. | 1971. | 1981. | 1991. | 2002. |
| ----------------- | ----- | ----- | ----- | ----- | ----- | ----- | ----- |
| Број домаћинстава | 70    | 65    | 66    | 64    | 71    | 52    | 42    |

| Број чланова      | 1  | 2  | 3 | 4 | 5 | 6 | 7 | 8 | 9 | 10 и више | Просек |
| ----------------- | -- | -- | - | - | - | - | - | - | - | --------- | ------ |
| Број домаћинстава | 14 | 16 | 3 | 1 | 3 | 5 | 0 | 0 | 0 | 0         | 2,48   |

| Пол    | Укупно | Неожењен/Неудата | Ожењен/Удата | Удовац/Удовица | Разведен/Разведена | Непознато |
| ------ | ------ | ---------------- | ------------ | -------------- | ------------------ | --------- |
| Мушки  | 48     | 12               | 27           | 9              | 0                  | 0         |
| Женски | 44     | 5                | 28           | 10             | 1                  | 0         |
| УКУПНО | 92     | 17               | 55           | 19             | 1                  | 0         |

| Пол    | Укупно                    | Пољопривреда, лов и шумарство | Рибарство                            | Вађење руде и камена | Прерађивачка индустрија       |
| ------ | ------------------------- | ----------------------------- | ------------------------------------ | -------------------- | ----------------------------- |
| Мушки  | 20                        | 13                            | 0                                    | 0                    | 5                             |
| Женски | 10                        | 4                             | 0                                    | 0                    | 6                             |
| УКУПНО | 30                        | 17                            | 0                                    | 0                    | 11                            |
| Пол    | Производња и снабдевање   | Грађевинарство                | Трговина                             | Хотели и ресторани   | Саобраћај, складиштење и везе |
| Мушки  | 0                         | 1                             | 1                                    | 0                    | 0                             |
| Женски | 0                         | 0                             | 0                                    | 0                    | 0                             |
| УКУПНО | 0                         | 1                             | 1                                    | 0                    | 0                             |
| Пол    | Финансијско посредовање   | Некретнине                    | Државна управа и одбрана             | Образовање           | Здравствени и социјални рад   |
| Мушки  | 0                         | 0                             | 0                                    | 0                    | 0                             |
| Женски | 0                         | 0                             | 0                                    | 0                    | 0                             |
| УКУПНО | 0                         | 0                             | 0                                    | 0                    | 0                             |
| Пол    | Остале услужне активности | Приватна домаћинства          | Екстериторијалне организације и тела | Непознато            | Непознато                     |
| Мушки  | 0                         | 0                             | 0                                    | 0                    | 0                             |
| Женски | 0                         | 0                             | 0                                    | 0                    | 0                             |
| УКУПНО | 0                         | 0                             | 0                                    | 0                    | 0                             |

## Галерија
- Кућа поред пута на улазу у село.
- Кућа поред пута и куће у позадини.
- Кућа и помоћна зграда.